# Ijahman Levi
Ijahman Levi [áj džáman lívaj] (rojen Trevor Sutherland), jamajški pevec roots rock reggaeja in glasbenik, * 1946, Christiana, okrožje Manchester, Jamajka.

## Življenje in delo
Ijahman je odraščal v Trenchtownu. Njegov prvi album Haile I Hymn je izšel pri Island Records leta 1973. Med letoma 1972 in 1974 je v zaporu prevzel rastafarijanstvo. Prevzel je tudi ime. Ime Levi predstavlja tretjega Jakobovega sina iz hebrejskega Svetega pisma.
Leta 1966 in 1969 je v Združenem kraljestvu izdal dva singla pod imenom 'The Youth'. Prvega je izdal za Polydor 56121 »As Long As There is Love«; »Your One and Only Man«. Avtorja pesmi sta bila Jimmy Ruffin in Otis Redding. Pesmi na singlu sta bili v tipičnem slogu ritem in blues soula. Drugega je izdal za Deram 226. Izšel je 17. januarja 1969, na njem pa sta bili pesmi »Meadow of My Love« in »Love Me or Leave Me«. Pesem na strani B je napisal sam z imenom 'Sutherland'. Pesmi sta bili v slogu psihedeličnega poletnega popa.

## Diskografija
- Haile I Hymn [Chapter 1] - Mango Records 1978
- Are We a Warrior - Mango Records 1979
- Tell It to the Children - Tree Roots 1983
- Africa - Tree Roots 1984
- Lilly of My Valley - Tree Roots 1985
- Live in Paris - Tree Roots 1995
- Sings Bob Marley - Com Four 1996
- Roots of Love - Melodie 2003
- Every knee - Kondie Awire 2006